# Rio Cerbu (Gilort)
O Rio Cerbu (Gilort) é um rio da Romênia, afluente do Gilort, localizado no distrito de Gorj.